# Штенгель, Фридрих Иоахим

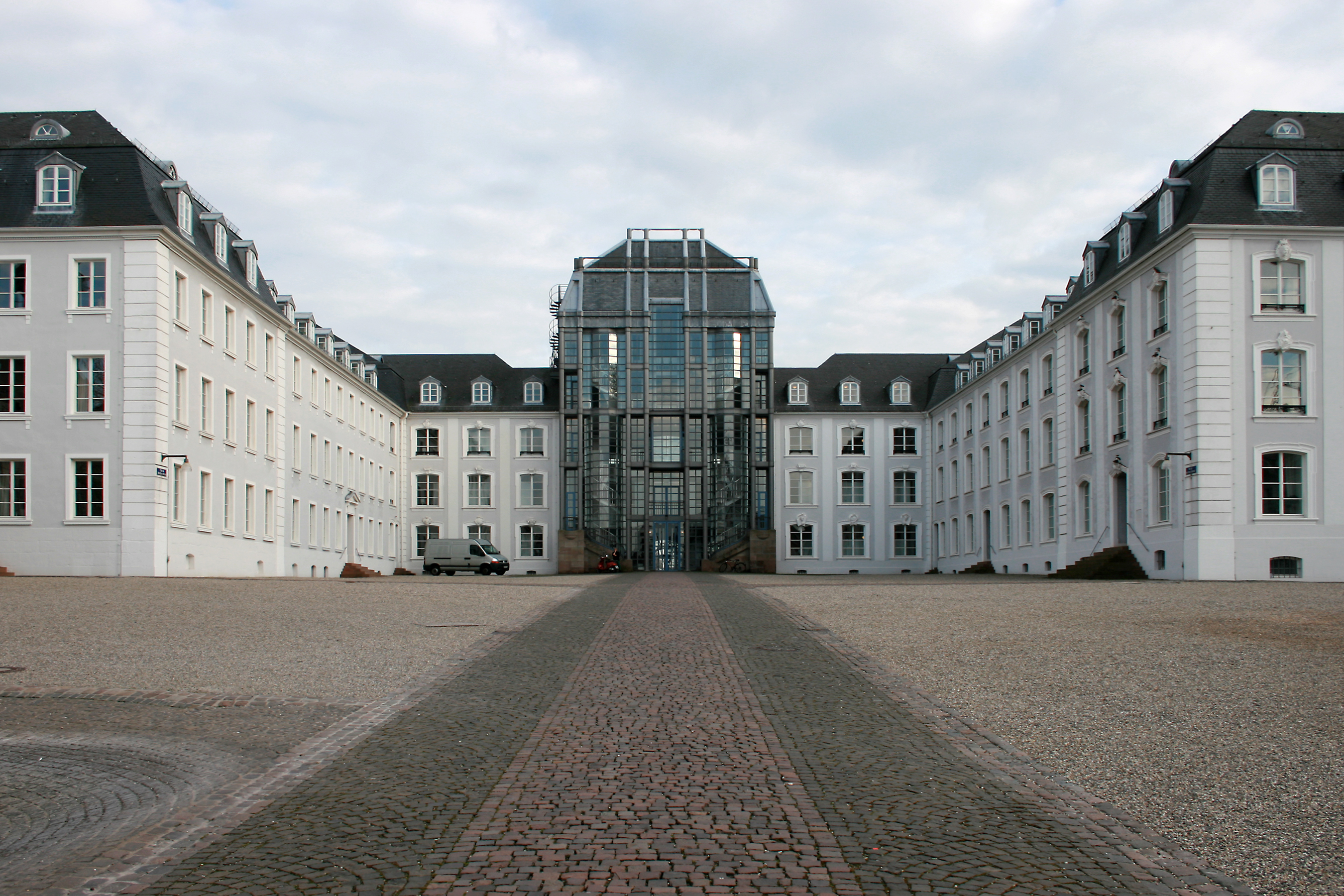
Саарбрюккенский дворец

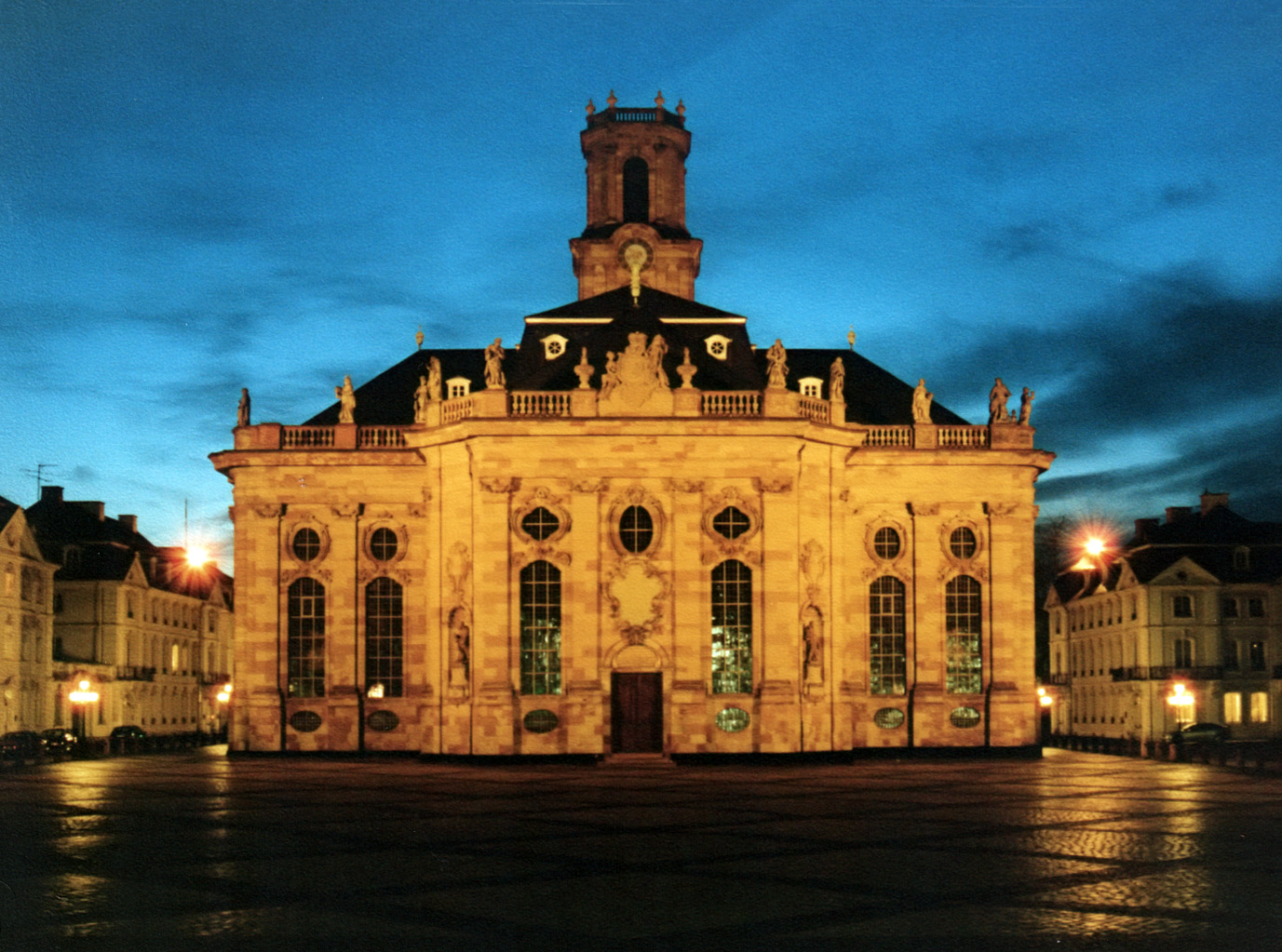
Церковь Людвигскирхе в Саарбрюккене

Фридрих Иоахим Штенгель (нем. Friedrich Joachim Michael Stengel, 29 сентября 1694, Цербст, Анхальт — 10 января 1787, Саарбрюккен) — немецкий архитектор эпохи барокко.

## Биография
Штенгель родился в семье княжеского тайного советника. Отец умер, когда мальчику было 5 лет. С 14-летнего возраста он воспитывался у брата матери в Берлине. В Берлине же Ф.Штенгель поступает в Академию изящных искусств, где обучается на офицер-инженера. Его профильными предметами в Академии являются геометрия, черчение, фортификация и баллистика, а также гражданское строительство. В 1712 году Ф. Штенгель уезжает в Северную Италию, где изучает местную архитектуру.
В 1719 году архитектор получает заказ от герцогства Саксен-Эйзенах на проведение там «генеральной реконструкции». При этом он знакомится с князь-аббатом Фульды Адольфом фон Дальбергом, который приглашает Штенгеля в 1722 году в Фульду. В Фульде он меняет ряд профессий — землемера, пиротехника и даже учителя княжеских пажей, пока в 1727 не становится инспектором по строительству. После этого Штенгель работает над окончанием Фульдского дворца, начатого итальянским архитектором Андреа Галлазини. Помимо архитектурных заданий он по-прежнему выполняет и некоторые иные работы — например, служит землемером в 1728 году в Майнцском архиепископстве. В 1729 году он разрабатывает конструкцию нового барометра, при этом отравившись ртутью. В 1730 году Ф. Штенгель приезжает в Готу, рассчитывая получить здесь место генерального архитектора герцогства Саксен-Гота-Альтенбург, однако добивается лишь поста геометра и инженера по крепостному строительству. Через три года он принимает предложение князя Карла Нассау-Узингенского занять должность придворного архитектора. Его первым проектом на этом посту становится реконструкция дворца в Узингене, затем — изменение интерьера Бибрихского дворца. Ф. Штенгель создаёт планировку охотничьего замка Фазанерия в Висбадене, построенного в 1749 году.
После раздела Нассау в 1735 году Ф. Штенгель работает преимущественно для князя Вильгельма Генриха Нассау-Саарбрюккенского. В 1739 году князь посылает Ф. Штенгеля для изучения французской архитектуры в Париж и в Версаль. Знаниями, полученными во время этой поездки, архитектор неоднократно впоследствии пользовался в своих проектах.
Ещё в 1738 году архитектор начинает работы по реставрации и перестройке Саарбрюккенского дворца. В 1743 он строит церковь Фриденскирхе, в 1748 — Новую ратушу и Дворец наследных принцев (Erbprinzenpalais), в 1754 — базилику Св. Иоганна, в 1775 году — церковь Людвигскирхе в Саарбрюккене. В 1750 году, по просьбе княгини Иоганны Елизаветы Гольштейн-Готторпской, правительницы Ангальт-Цербста, Штенгель разрабатывает планировку для новой вдовьей резиденции — дворца Дорнбург на Эльбе (предыдущий был уничтожен пожаром).
В 1761 году Ф. Штенгель назначается генеральным директором по строительству и действительным статским советником княжества Нассау-Саарбрюккен, а также президентом лесной палаты и директором местного дома призрения для сирот и бедных. В 1763 году он начинает писать свою автобиографию, а в 1775 году уходит на пенсию.
Штенгель был трижды женат, у него родились три дочери и двое сыновей, оба они также были зодчими. Старший Иоганн Фридрих Штенгель, был придворным архитектором императрицы Российской Екатерины II, младший Бальтазар Вильгельм Штенгель — с 1785 года старшим директором по строительству (Oberbaudirektor) Саарбрюккена.

## Другие постройки
- 1737 церкви в Гревенвисбахе и Идштайне
- 1753 праздничный дворец в Нойнкирхене
- 1759 Вдовий дворец в Отвейлере
- 1762 церковь в Харскирхене
- 1762 «Старая мельница» в Саарбрюккене
- 1769 церковь Святого Мартина в Югенхейме (Рейнгессен)
- 1770 церковь в Берге (Эльзас) и «Старая ратуша» в Пирмазенсе.